# Tomiris
Tomiris (formă grecească a numelui iranian Tahm-Rayiš) (circa. 530 IC) a fost regina masageților, un popor de origine traco-getică din Asia Centrală, la est de Marea Caspică. Herodot este primul istoric care o amintește, fiind urmat de Strabon, Polyaenus, Cassiodorus, și Iordanes (în De origine actibusque Getarum, Originea și faptele geților).

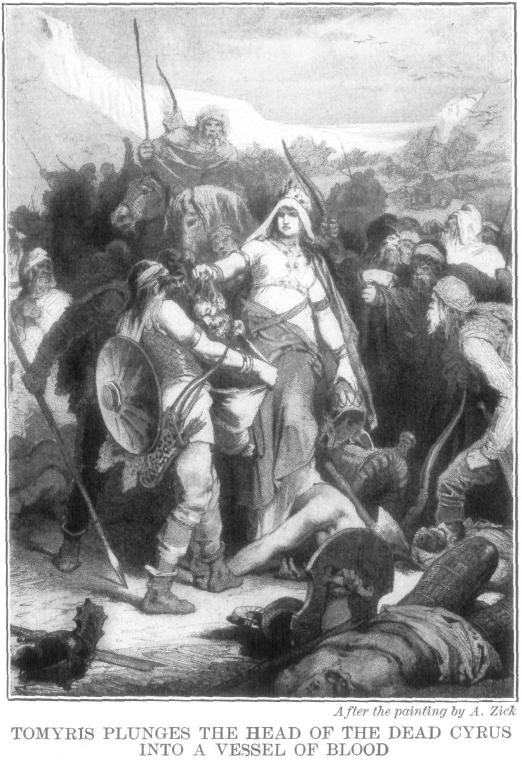
"Tomiris aruncă capul lui Cirus într-un vas cu sânge" de Alexander Zick.

Tomiris împreună cu fiul ei Spargapises (conducătorul armatei lui Tomiris) sunt de origine geto-tracică și au nume tracice.
Istoricii greci afirmă că ea l-a învins și omorât pe împăratul persan Cyrus al II-lea cel Mare, în timpul asaltului inițial al invaziei acestuia asupra Masageției. Consilierii lui Cyrus l-au sfătuit sa întindă o capcană geților care îl urmăreau. Perșii au lasat în urmă o tabară, aparent abandonată, cu o rezervă importantă de vin. Geții erau obișnuiti cu vinul, fiind consumatori. Perșii au atacat prin surprindere, măcelărind armata massagetă și capturându-l pe fiul lui Tomiris Spargapises. Acesta, odată trezit, s-a sinucis.

Tomiris i-a trimis un mesaj lui Cyrus, denunțând trădarea și provocându-l la o bătălie onorabilă. În lupta ce a urmat, perșii au fost învinși, cu pierderi mari, Cyrus a fost ucis și Tomiris l-a decapitat, păstrandu-i capul într-un vas de vin..